# Sprengöl

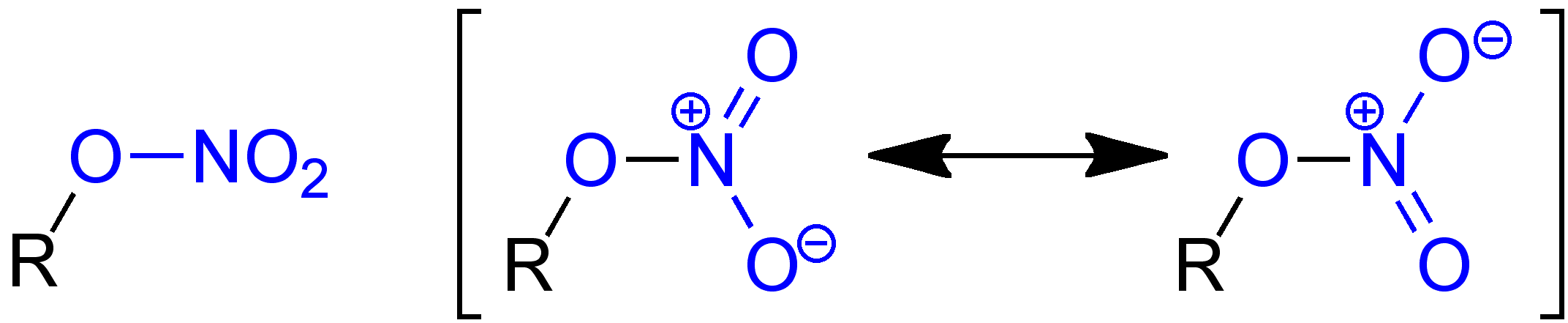
Salpetersäureester mit vereinfachter Formel (links) und der Strukturformel (rechts). Der Rest R ist ein Organyl-Rest, der weitere Salpetersäureester-Gruppen enthalten kann. Die Salpetersäureestergruppe (Nitratgruppe) ist blau markiert.

Sprengöl ist eine historische und bis heute übliche Bezeichnung für flüssige Salpetersäureester, wie Nitroglycerin, Nitroglycol, Diglycoldinitrat, Dinitrochlorhydrin, Tetranitrodiglycerin oder Gemische dieser Stoffe. Sprengöl zählt zu den flüssigen Explosivstoffen.

## Verwendung
Sprengöl wird u. a. für die Herstellung von Dynamiten und Wettersprengstoffen eingesetzt.